# Borsa di studio
Una borsa di studio è un finanziamento agli studi che viene concesso a studenti che non dispongano di adeguato sostegno economico.
La disciplina è diversa nei vari Stati del mondo.

## Descrizione generale
Possono essere previsti particolari requisiti, come un buon rendimento scolastico a fronte di una insufficienza nel sostentamento economico familiare,
oppure come premio per particolari risultati in particolari materie e possono rientrare nel novero delle agevolazioni in tema di diritto allo studio. Può essere erogato da privati, da fondazioni pubbliche, o anche sotto forma di riduzione delle tasse di iscrizione, da parte degli enti che gestiscono le università o le scuole.
I tipi di borse di studio che esistono nel mondo sono molto varie, e possono dunque essere basate sui seguenti fattori (o loro combinazioni):
- Merito (negli studi, nelle arti, negli sport)
- Necessità (ad esempio per studenti senza o con poche risorse economiche)
- Appartenenza ad una minoranza, come il gruppo etnico o il genere[1]

## Nel mondo

### Italia
Le borse di studio istituzionali in Italia vengono erogate dal Ministero dell'Istruzione e da quello dell'Università e della Ricerca, e dalle Regioni.
l Lo Stato trasferisce alle Regioni gli importi stanziati al Fondo Integrativo Statale per la Concessione di Borse di Studio. Per la concessione delle borse di studio le Regioni utilizzano prioritariamente le risorse proprie, quelle derivanti dal gettito
della tassa regionale per il diritto allo studio e quelle del Fondo di cui sopra.
Per il 2013 il Fondo ha ricevuto 90 milioni di euro con Legge 135/12 (art. 23, comma 4) e poi altri 50 milioni con la Legge 228/12 (art. 1, comma 273) più altre risorse per un totale di 152,5 milioni di euro. A ciò si aggiungono 60 milioni di euro derivanti dalle Regioni ed altri 220 milioni dalla tassa per il diritto allo studio, che portano ad un ammontare di circa 440 milioni di euro.